# Berylmys mackenziei
Berylmys mackenziei is een knaagdier uit het geslacht Berylmys dat voorkomt in Noordoost-India, Midden- en Zuid-Myanmar, de Chinese provincie Sichuan en Zuid-Vietnam.
Hoewel deze soort nauw verwant is aan B. bowersi, is er toch een aantal verschillen. De vacht is dikker en zachter bij B. mackenziei. De rug is meestal grijs, anders dan bij B. bowersi die vaak meer bruinachtig is. Anders dan B. bowersi, heeft B. mackenziei vrijwel altijd een witte staartpunt. B. mackenziei is over het algemeen ook een stuk kleiner. Vrouwtjes hebben vijf in plaats van vier paren van mammae. De kop-romplengte bedraagt 155 tot 243 mm, de staartlengte 150 tot 270 mm, de achtervoetlengte 44 tot 53 mm, de oorlengte 25 tot 35 mm en de schedellengte 40,2 tot 53,7 mm. Vrouwtjes hebben 1+2+0+2=10 mammae.
De typelocatie is in de Chin-heuvels van Midden-Myanmar. Er is één synoniem, Epimys mackenziei fea Thomas uit Thagata in Zuid-Myanmar. In het grote verspreidingsgebied van deze soort is er aardig wat geografische variatie. Het holotype van fea heeft een kortere witte staartpunt dan de meeste van zijn soortgenoten. Het enige exemplaar uit Sichuan is groter en donkerder dan de populaties uit India en Myanmar. De Vietnamese exemplaren zijn ook donkerder; bovendien is de witte staartpunt zeer kort of hij ontbreekt zelfs helemaal.
Berylmys berdmorei · Berylmys bowersi · Berylmys mackenziei · Berylmys manipulus